# Chaetodon madagaskariensis
Chaetodon madagaskariensis är en fiskart som beskrevs av Ahl 1923. Chaetodon madagaskariensis ingår i släktet Chaetodon och familjen Chaetodontidae. IUCN kategoriserar arten globalt som livskraftig. Inga underarter finns listade i Catalogue of Life.